# Liancourt-Saint-Pierre
Liancourt-Saint-Pierre – miejscowość i gmina we Francji, w regionie Hauts-de-France, w departamencie Oise.
Według danych na rok 1990 gminę zamieszkiwało 527 osób, a gęstość zaludnienia wynosiła 42 osoby/km² (wśród 2293 gmin Pikardii Liancourt-Saint-Pierre plasuje się na 515. miejscu pod względem liczby ludności, natomiast pod względem powierzchni na miejscu 299.).